# Schätzproblem
Ein Schätzproblem ist ein Begriff aus der mathematischen Statistik, der die Schätztheorie als statistisches Entscheidungsproblem auffasst und alle für die Schätzung relevanten Informationen zusammenfasst. Dazu gehört, welche Werte die Daten annehmen, welche Wahrscheinlichkeitsmaße in Betracht gezogen werden, welche Eigenschaften der betrachteten Wahrscheinlichkeitsmaße geschätzt werden sollen und wie groß der Schaden ist, der durch einen Schätzfehler entsteht.

## Definition
Ein Schätzproblem ist ein Quadrupel
{\displaystyle ({\mathcal {M}},E,g,L)}
bestehend aus
- Einem statistischen Modell {\displaystyle {\mathcal {M}}=({\mathcal {X}},{\mathcal {A}},(P_{\vartheta })_{\vartheta \in \Theta })}
- Einem Entscheidungsraum {\displaystyle E=(\Delta ,{\mathcal {A}}_{\Delta })}.
- Einer zu schätzenden Funktion

{\displaystyle g\colon \Theta \to \Delta }
- Einer Verlustfunktion

{\displaystyle L\colon \Theta \times \Delta \to \mathbb {R} }

## Erläuterungen
Das Schätzproblem fasst alle relevanten Informationen über die Schätzung zusammen:
- Das statistische Modell liefert Informationen darüber, welche Werte die Daten annehmen (Werte in {\displaystyle {\mathcal {X}}}). Des Weiteren enthält {\displaystyle {\mathcal {A}}} alle Mengen, denen Wahrscheinlichkeiten zugeordnet werden sollen. Hierbei wird das Mengensystem kanonisch gewählt. Die Familie {\displaystyle (P_{\vartheta })_{\vartheta \in \Theta }} enthält alle Wahrscheinlichkeitsmaße, welche in der gegebenen Situation als relevant erachtet werden. So kommen bei der Untersuchung eines Würfelwurfs andere Wahrscheinlichkeitsmaße in Frage als für die Untersuchung von Schuhgrößen.
- Der Entscheidungsraum {\displaystyle E} ist ein spezieller Messraum und enthält alle Informationen darüber, für was man sich entscheiden kann. Will man den Parameter einer Bernoulli-Verteilung schätzen, so ist jede Schätzung eine Entscheidung. Für Entscheidungen kommen in diesem Fall folglich alle Zahlen zwischen null und eins in Frage. Anders sieht es bei der Schätzung des Erwartungswertes einer Normalverteilung aus: Hier kommt jede reelle Zahl als Schätzung und damit als Entscheidung in Frage. Somit ist hier der Entscheidungsraum größer.
- Die Funktion {\displaystyle g}, welche im parametrischen Fall auch Parameterfunktion genannt wird, ordnet jedem {\displaystyle \vartheta \in \Theta } eine Entscheidung zu, oft besteht sogar, wie in den folgenden Beispielen, eine funktionale Abhängigkeit von {\displaystyle P_{\vartheta }}. Sie gibt an, was geschätzt werden soll, so dass hinterher untersucht werden kann, wie weit die Schätzung abweicht. Ein typisches Beispiel ist die Funktion, die jedem {\displaystyle \vartheta } den Erwartungswert {\displaystyle \operatorname {E} (P_{\vartheta })} zuordnet. Alternativ könnte sie auch jedem {\displaystyle \vartheta } den entsprechenden Median zuordnen.
- Die Verlustfunktion ordnet einer Entscheidung {\displaystyle e} aus dem Entscheidungsraum in Abhängigkeit von {\displaystyle \vartheta } eine reelle Zahl zu, die angibt, wie groß der Schaden durch die Entscheidung für {\displaystyle e} ist, wenn {\displaystyle \vartheta } vorliegt. Sie wird dann zur Risikofunktion erweitert, mit der sich verschiedene Schätzer und Entscheidungsregeln vergleichen lassen.

## Beispiel Erwartungswertschätzung
Ein typischer Fall eines Schätzproblems ist die Schätzung des Erwartungswertes einer Wahrscheinlichkeitsverteilung bei {\displaystyle n} unabhängig wiederholten Versuchen. Dabei betrachtet man meist die Menge {\displaystyle {\mathcal {X}}=\mathbb {R} ^{n}}, versehen mit der σ-Algebra {\displaystyle {\mathcal {A}}={\mathcal {B}}(\mathbb {R} ^{n})}. Verfügt man über keine weiteren Informationen, so definiert man zuerst die Familie {\displaystyle (P_{\vartheta })_{\vartheta \in \Theta }} aller Wahrscheinlichkeitsmaße  auf {\displaystyle \mathbb {R} } mit endlichem Erwartungswert und betrachtet dann deren n-fache Produktmaße. (Die Schreibweise {\displaystyle (P_{\vartheta })_{\vartheta \in \Theta }} als indizierte Familie wirkt hier unnatürlich und ist aus Gründen einer einheitlichen Darstellung beibehalten. In diesem Fall würde man {\displaystyle \Theta } selbst als Menge aller betrachteten Wahrscheinlichkeitsmaße wählen und {\displaystyle P_{\vartheta }=\vartheta } setzen.)
Das statistische Modell ist also gegeben durch
{\displaystyle {\mathcal {M}}=(\mathbb {R} ^{n},{\mathcal {B}}(\mathbb {R} ^{n}),(P_{\vartheta }^{\otimes n})_{\vartheta \in \Theta })}.
Der Entscheidungsraum ist lautet
{\displaystyle E=(\mathbb {R} ,{\mathcal {B}}(\mathbb {R} ))},
denn die Entscheidung entspricht der Schätzung des Erwartungswertes und dieser ist eine reelle Zahl.
Die zu schätzende Funktion ist dann 
{\displaystyle g(\vartheta )=\operatorname {E} (P_{\vartheta })}.
Sie ordnet jedem {\displaystyle \vartheta } den Erwartungswert des zugehörigen Wahrscheinlichkeitsmaßes {\displaystyle P_{\vartheta }} zu.
Eine mögliche Verlustfunktion wäre der Gauß-Verlust, der durch
{\displaystyle L(e,\vartheta )=(e-g(\vartheta ))^{2}}
gegeben ist.